# Психологическая поддержка
Психологическая поддержка — система приёмов, которая позволяет людям, не обладающим психологическим образованием, помочь окружающим (и себе), оказавшись в экстремальной ситуации, справиться с психологическими реакциями, которые возникают в связи с этим кризисом.
Психологическая помощь — область практического применения психологии, ориентированная на повышение социально-психологической компетентности людей и оказания психологической помощи как отдельному человеку, так и группе или организации.
Это непосредственная работа с людьми, направленная на решение различного рода психологических проблем, связанных с трудностями в межличностных отношениях, а также глубинных личностных проблем. Также в зарубежных источниках психологическая поддержка может упоминаться как социальная поддержка.
Виды психологической помощи
- Психопрофилактика (предупреждение).
- Психологическое просвещение (в консультировании, в психопрофилактике — лекции, семинары).
- Психодиагностика (выявление проблем и др. психологических показателей).
- Психологическое консультирование (психологическая помощь людям, находящимся в пределах психологической нормы в адаптации, развитии и расширении личностного потенциала).
- Психотерапия — медицинское направление, направлена на лечение (терапию) психических расстройств, решение проблем с психическим здоровьем, бывает клиническая и психопатологическая.
- Психиатрия (медицинский вид помощи, использование медикаментов, либо гуманистическая психиатрия, которая рассматривает человека не как больного, а как человека с другим мировоззрением, использует медикаменты ограниченно, следовательно, идёт по психологическому пути).
- Психокоррекция (восстановление нормы, как с точки зрения эмоционального состояния, так и с точки зрения личностных черт).
- Психологическое сопровождение — специфическое взаимодействие, позволяющее и способствующее клиенту в самостоятельном решении психологических проблем.
- Персонифицированная психологическая помощь

Также виды психологической помощи можно разделить на: психологическое консультирование; психологическая коррекция; кризисное вмешательство; психологическая реабилитация; психологический тренинг; психотерапия;